# Rottne Industri
Rottne Industri Aktiebolag är ett svenskt verkstadsindustriföretag som tillverkar skogsmaskiner. Företaget grundades 1955 och företagets huvudkontor och huvudsakliga tillverkning finns i Rottne i Småland, men tillverkning finns även i Lenhovda i Småland samt i Stensele i Lappland.

## Historia

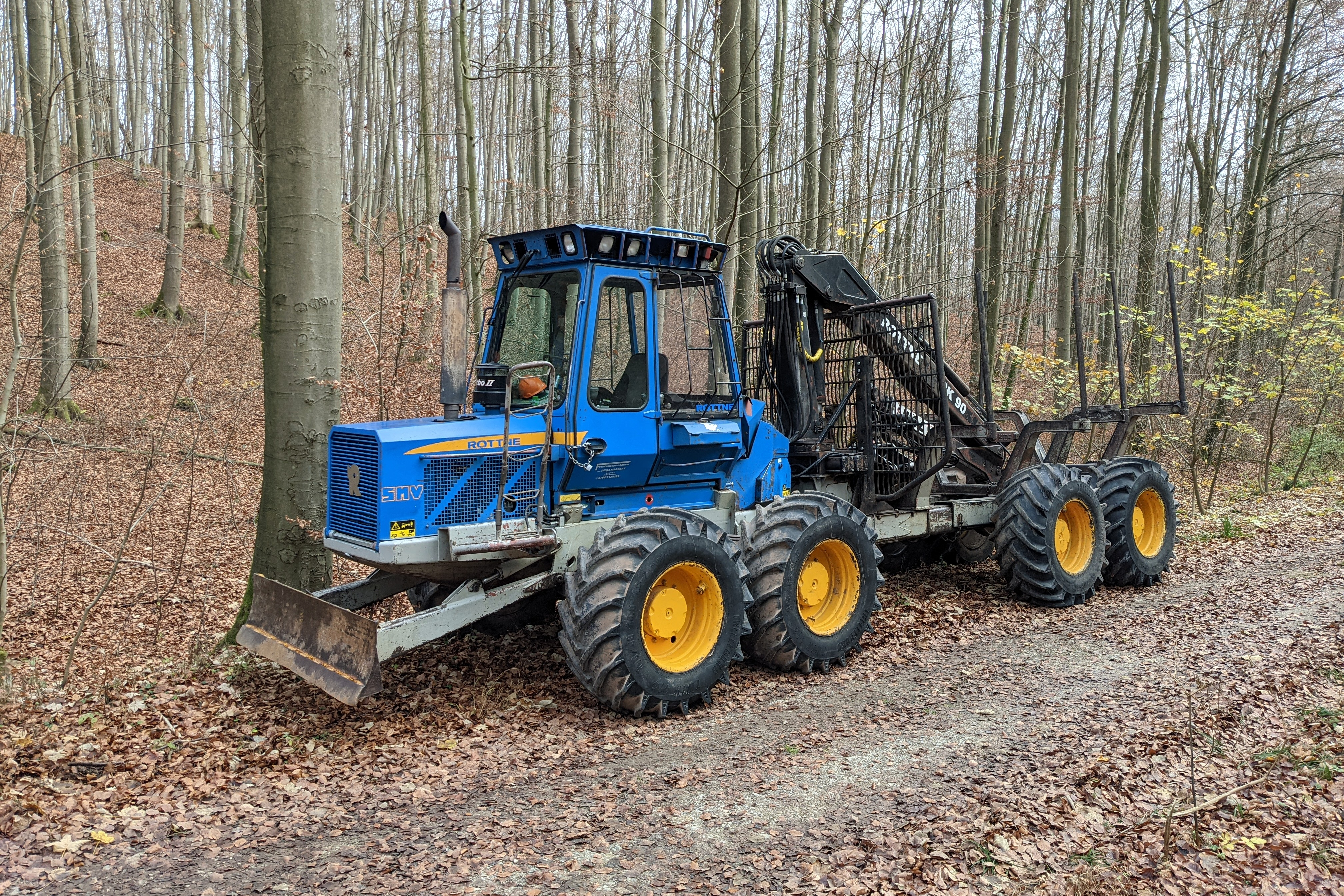
Rottne SMV Rapid skotare.

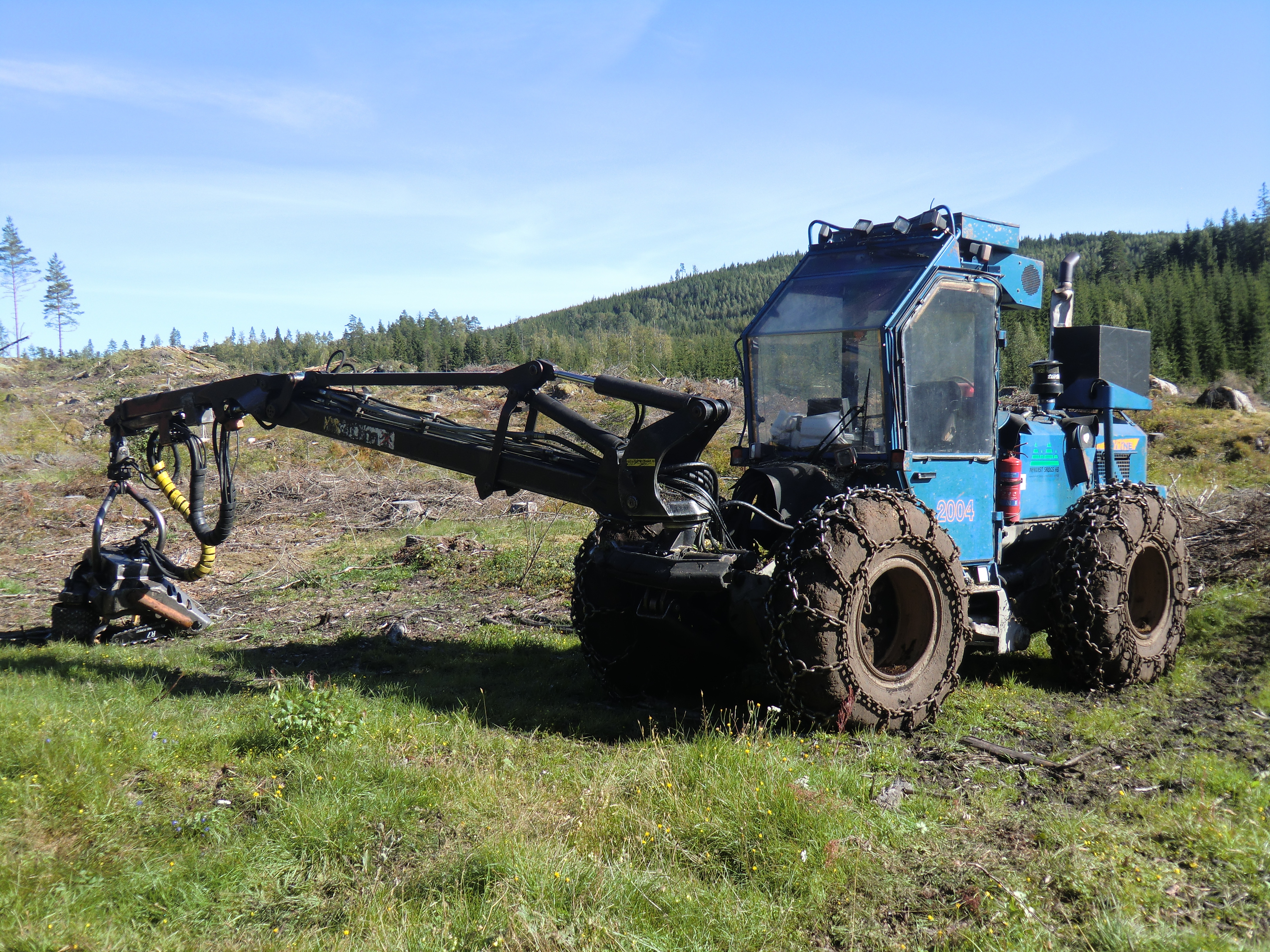
Rottne 2004 skördare.

Rottne Industri grundades år 1955 av lantbrukssonen Börje Karlsson. Karlsson började tidigt konstruera och bygga egna maskiner hemma på gården, i första hand för skogsbruket. Han grundade Börjes Mekaniska Verkstad 1955 (som senare bytte namn till Rottne Industri) i utkanten av orten Rottne i Kronobergs län i Småland där han bland annat tillverkade en traktormonterad vajerkran, kallad Börjekranen, vagnar, timmerkälkar och fällbara laststöttor till lastbilar. 1961 invigdes en ny fabrik, belägen i det södra industriområdet i Rottne, som idag (2021) fortfarande utgör företagets huvudkontor och en större del av företagets tillverkning. 
Företagets stora genombrott kom år 1968 i samband med introduktionen av skotaren Blondin på Elmiamässan samma år. Skotaren var byggd på ett traktorchassi från Ford och hade 10 tons lastkapacitet. Efterfrågan på Blondinen, som blev maskinens smeknamn, var stor i början av 1970-talet vilket möjliggjorde att man kunde investera i en ny monteringshall samt ett nytt kontorshus i Rottne. 1975 tillverkades över 160 Blondin-skotare.
1976 introducerades en helt ny produkt, en kvistare-kapare kallad Processor 770. Maskinen kunde hanteras av en person och kunde bland annat användas inom gallring. I början av 1980-talet presenterades ytterligare en ny produkt, en skördarkran med parallellföringsteknik. Den nya kranen i kombination med ett nytt fälldon resulterade i företagets första skördare, kallad Snoken 810. 1981 fick skotaren Blondin en kugghjulsboggi vilket förbättrade dess terrängegenskaper och möjligheten att använda band för bättre markgrepp.
1982 bytte företaget namn från Börjes Mekaniska Verkstad till sitt nuvarande namn Rottne Industri. 1983 och 1984 började Rottne exportera maskiner till Nordamerika, vilket idag är en av företagets största exportmarknader.
Under början av 1980-talet utvecklades ett helt nytt maskinprogram som fick namnet Rapid. Programmet premiärvisades 1985 och serieproduktion startade 1986. Rapid blev en försäljningsframgång varför man såg det nödvändigt att utöka sin tillverkningskapacitet. Expansionen skedde i ett första steg när man förvärvade verkstadsindustrifabriken Sandbergs Mekaniska Verkstad (SMV) i Stensele i Lappland 1988, som vid denna tid hade försatts i konkurs. I samband med förvärvet av fabriken började produktionen av skotare under namnet SMV Rapid i Stensele. Samarbetet mellan fabrikerna i Rottne och Stensele gjorde att fabrikerna var i ständigt behov av olika transporter vilket gjorde att företaget köpte egna lastbilar, trailers och släp och hanterade transporterna med egen personal.
I början av 1990-talet utvecklades en ny skördartyp, med modellerna 2000 och 5000, med nivellerande chassi och helhydrostatisk transmission. Modellerna var de första från företaget som hade datoriserat elektroniskt styr- och övervakningssystem för både transmissionen och arbetskranen. En ny generation med skotare introducerades i mitten av 1990-talet och fick namnet Solid.
Rottne hade under många år använt dieselmotorer från amerikanska Ford i sina maskiner, men på grund av strängare miljökrav inom EU under 1990-talet, övergick man till motorer tillverkade av amerikanska John Deere i hela produktprogrammet.